# Krzysztof Bojarski
Krzysztof Bojarski (ur. 11 lipca 1968 w Annopolu) – polski lekarz chirurg, polityk i samorządowiec, doktor nauk medycznych, poseł na Sejm X kadencji.

## Życiorys
Absolwent Wydziału Lekarskiego Akademii Medycznej w Lublinie, specjalizował się w zakresie chirurgii ogólnej. W 2001 na macierzystej uczelni uzyskał stopień doktora nauk medycznych na podstawie pracy pt. Zmiany stężeń wybranych pierwiastków w tkankach szczura w przebiegu doświadczalnego ostrego zapalenia trzustki. Podjął praktykę w zawodzie lekarza. Był m.in. klubowym lekarzem drużyny piłkarskiej Górnika Łęczna. W 2015 objął stanowisko dyrektora szpitala powiatowego w Łęcznej. Był organizatorem działającego w tej placówce Wschodniego Centrum Leczenia Oparzeń i Chirurgii Rekonstrukcyjnej.
W wyborach samorządowych w 1998 bezskutecznie ubiegał się o mandat radnego Parczewa z listy Unii Wolności. Zaangażował się później w działalność polityczną w ramach Platformy Obywatelskiej. W 2010, 2014 i 2018 wybierany na radnego Sejmiku Województwa Lubelskiego IV, V i VI kadencji. W 2015 i 2019 bezskutecznie kandydował do Sejmu.
W wyborach parlamentarnych w 2023 został wybrany na posła X kadencji z okręgu lubelskiego, startując z czwartego miejsca na liście Koalicji Obywatelskiej i zdobywając 10 672 głosy. Zasiadł w Komisji do Spraw Petycji i Komisji Zdrowia. W 2024 z ramienia KO bez powodzenia startował w wyborach do Parlamentu Europejskiego z okręgu nr 8.

## Wyniki w wyborach ogólnopolskich
| Wybory | Komitet wyborczy                | Komitet wyborczy      | Organ              | Okręg        | Wynik        |
| ------ | ------------------------------- | --------------------- | ------------------ | ------------ | ------------ |
| 2015   |                                 | Platforma Obywatelska | Sejm VIII kadencji | nr 6         | 719 (0,15%)  |
| 2019   |                                 | Koalicja Obywatelska  | Sejm IX kadencji   | nr 6         | 2926 (0,52%) |
| 2023   | Sejm X kadencji                 | Koalicja Obywatelska  | 10 672 (1,65%)     | nr 6         |              |
| 2024   | Parlament Europejski X kadencji | Koalicja Obywatelska  | nr 8               | 4648 (0,75%) |              |

## Odznaczenia
W 2019 odznaczony Srebrnym Krzyżem Zasługi.

## Życie prywatne
Syn Tomasza i Teresy. Żonaty z Urszulą.